# Laura Branigan
Laura Ann Branigan (3. července 1952, Mount Kisco, New York – 26. srpna 2004, East Quogue) byla americká zpěvačka a herečka. 
Proslavila se především hitem Gloria ze svého debutového alba Branigan. Mezi další známé písně patří Self Control, How Am I Supposed To Live Without You? nebo Solitaire. Byla celkem čtyřikrát nominována na cenu Grammy. 
Zemřela ve věku 52 let na následky krvácení do mozku, jež způsobilo nerozpoznané tepenné aneurysma. Tomu předcházely několik týdnů trvající bolesti hlavy, zpěvačka ale nevyhledala lékařskou pomoc.

## Alba
| Rok  | Album                                                   | Umístění | Umístění | Umístění |
| Rok  | Album                                                   | USA.     | KAN      | AUS      |
| ---- | ------------------------------------------------------- | -------- | -------- | -------- |
| 1982 | Branigan - 1. studiové album - Vydáno: březen 1982      | 34       | 14       | 50       |
| 1983 | Branigan 2 - 2. studiové album - Vydáno: březen 1983    | 29       | 46       | 30       |
| 1984 | Self Control - 3. studiové album - Vydáno: duben 1984   | 16       | 14       | 29       |
| 1985 | Hold Me - 4. studiové album - Vydáno: červenec 1985     | 71       | 43       | 37       |
| 1987 | Touch - 5. studiové album - Vydáno: červenec 1987       | 87       | 94       | 68       |
| 1990 | Laura Branigan - 6. studiové album - Vydáno: duben 1990 | 133      | -        | -        |
| 1993 | Over My Heart - 7. studiové album - Vydáno: 1993        | -        | -        | -        |